# Мезотич, Даниэль
Даниэ́ль Мезо́тич (нем. Daniel Mesotitsch; род. 22 мая 1976, Филлах, Каринтия) — австрийский лыжник и биатлонист, основных успехов на международном уровне добившийся в биатлоне. Бронзовый и серебряный призёр Олимпийских игр и чемпионатов мира в эстафетной гонке.

## Карьера
Изначально Мезотич был лыжником, но во время восстановления после автокатастрофы в 1997 году занялся стрельбой и вскоре увлекся биатлоном 21 год ему было тогда. А Дебютировал в Кубке мира по биатлону он уже в 1999/2000 году. Первые очки кубка мира по биатлону набрал в сезоне 2000/2001 годов. Трёхкратный победитель этапов кубка мира по биатлону в личных гонках.
Даниэль участвовал в Олимпийских играх 2002, 2006, 2010 и 2014 годов, стал серебряным призёром в эстафете в Ванкувере и бронзовым - в Сочи. Обе гонки его партнерами были Доминик Ландертингер, Симон Эдер и Кристоф Зуман.
В 2011 году был назван спортсменом года в родном регионе — Каринтии.
Завершил карьеру в 2019 году.

### Участие на Олимпийских играх
| Год  | Местьо проведения | Спринт | Гонка преследования | Индивидуальная гонка | Масс-старт | Эстафета | Смешанная эстафета |
| ---- | ----------------- | ------ | ------------------- | -------------------- | ---------- | -------- | ------------------ |
| 2002 | Солт-Лейк-Сити    | —      | —                   | 64                   | N/A        | —        | N/A                |
| 2006 | Турин             | —      | —                   | 59                   | —          | 17       | N/A                |
| 2010 | Ванкувер          | 45     | 41                  | 9                    | 5          | 2        | N/A                |
| 2014 | Сочи              | 38     | 37                  | 39                   | —          | 3        | 9                  |

### Участие на Чемпионатах мира
| Год  | Место проведения     | Спринт | Гонка преследования | Индивидуальня гонка | Масс-старт | Эстафета | Смешанная эстафета |
| ---- | -------------------- | ------ | ------------------- | ------------------- | ---------- | -------- | ------------------ |
| 2001 | Поклюка              | —      | —                   | —                   | —          | 8        | N/A                |
| 2003 | Ханты-Мансийск       | —      | —                   | 12                  | —          | 8        | N/A                |
| 2004 | Оберхоф              | 56     | DNS                 | 56                  | —          | 9        | N/A                |
| 2005 | Хохфильцен           | 40     | DNS                 | 29                  | —          | 3        | —                  |
| 2007 | Антхольц-Антерсельва | 26     | 35                  | 12                  | 29         | 6        | —                  |
| 2008 | Эстерсунд            | 49     | 31                  | 60                  | —          | 4        | —                  |
| 2009 | Пхёнчхан             | 29     | 24                  | 20                  | 25         | 2        | —                  |
| 2011 | Ханты-Мансийск       | 38     | 26                  | 50                  | —          | 9        | —                  |
| 2012 | Рупольдинг           | 4      | 4                   | 13                  | 14         | 5        | —                  |
| 2013 | Нове-Место           | 33     | 27                  | 45                  | —          | 5        | —                  |
| 2015 | Контиолахти          | 41     | 26                  | 54                  | —          | 5        | —                  |
| 2017 | Хохфильцен           | 50     | 50                  | 15                  | —          | 3        | —                  |

## Кубок мира
- 1999/2000 — очков не набирал
- 2000/2001 — 70 место (11 очков)
- 2001/2002 — 22 место (242 очка)
- 2002/2003 — 29 место (183 очка)
- 2003/2004 — 33 место (147 очков)
- 2004/2005 — 28 место (181 очко)
- 2005/2006 — 45 место (79 очков)
- 2006/2007 — 33 место (147 очков)
- 2007/2008 — 26 место (217 очков)
- 2008/2009 — 14 место (553 очка)
- 2009/2010 — 12 место (540 очков)
- 2010/2011 — 27 место (336 очков)
- 2011/2012 — 22 место (421 очко)
- 2012/2013 — 32 место (304 очка)
- 2013/2014 — 33 место (234 очка)
- 2014/2015 — 37 место (181 очко)
- 2015/2016 — 73 место (33 очка)
- 2016/2017 — 34 место (238 очков)
- 2017/2018 — 88 место (9 очков)